# ریبا
ریبا (به انگلیسی: Reba) نام سریال کمدی آمریکایی می‌باشد که در آن ریبا مک‌اینتایر به ایفای نقش می‌پردازد. این سریال در قالب شش فصل از سال ۲۰۰۱ تا ۲۰۰۷ پخش شد.

## داستان
یک زن با سه فرزند که تمام زندگیش روی سرش خراب می‌شود وقتی می‌فهمد همسر دندانپزشکش، دستیارش را حامله کرده‌است. و از آنطرف هم، دختر ۱۷ ساله‌اش که عضو تیم «کاپیتان دریل» است توسط کاپیتان تیم فوتبال حامله شده و قصد دارد بچه را نیز نگهدارد.
این داستان کمدی دوستانه (صمیمی)، روی خنده دار زندگی و اتفاقات غیرمنتظره در تربیت و پرورش فرزندان را نشان می دهد.

## بازیگران
ریبا مک‌اینتایر در نقش ریبا
کریستوفر ریچ در نقش براک (شوهر سابق ریبا)
جوانا گارسیا در نقش شاین (دختر ریبا)
استیو هووی در نقش ون (شوهر شاین)
اسکارلت پومرز در نقش کایرا (دختر ریبا)
میتچ هولمن در نقش جیک (پسر کوچک ریبا)
ملیسا پترمن در نقش باربرا جین (همسر دوم براک)